# Ludwig Lohner
Ludwig Lohner (Liesing, 15 luglio 1858 – Vienna, 14 luglio 1925) è stato un imprenditore austriaco, pioniere dell'aviazione e nella progettazione automobilistica.

## Biografia
Ludwig Lohner nasce a Liesing, oggi quartiere di Vienna, nell'allora Impero austriaco, figlio dell'imprenditore Jakob Lohner noto per la sua azienda di produzione di carrozze, la Jacob Lohner & Comp.
Dopo la giovinezza ed i primi studi (nel frattempo si era costituito Impero austro-ungarico), nel 1875 si iscrive alla facoltà di ingegneria dell'Università tecnica di Vienna laureandosi nel 1880. Nel 1887 il padre decide di ritirarsi lasciando a Ludwig l'incarico di gestire l'azienda di famiglia che alla sua morte, sopraggiunta nel 1892, gli lascia in eredità la più importante azienda di carrozze trainate da cavalli di tutto l'Impero austro-ungarico, la cui rinomata produzione era principalmente rivolta al mercato estero.
Il nascente interesse verso l'automobile lo convince ad investire nel nuovo mezzo di trasporto scegliendo tuttavia di orientarsi per la propulsione delle sue autovetture verso il motore elettrico in quanto ritenne allora che il motore a scoppio alimentato a benzina non avesse sufficienti requisiti.
Grazie alla collaborazione con Ferdinand Porsche, nel 1899 sviluppò la Lohner-Porsche, vettura caratterizzata dall'inserimento del motore direttamente sul mozzo delle ruote e che presentata all'Expo 1900 di Parigi riscosse notevole interesse. L'anno seguente la collaborazione si rinnova dando origine a un mezzo mosso da trazione mista benzina-elettrico. 

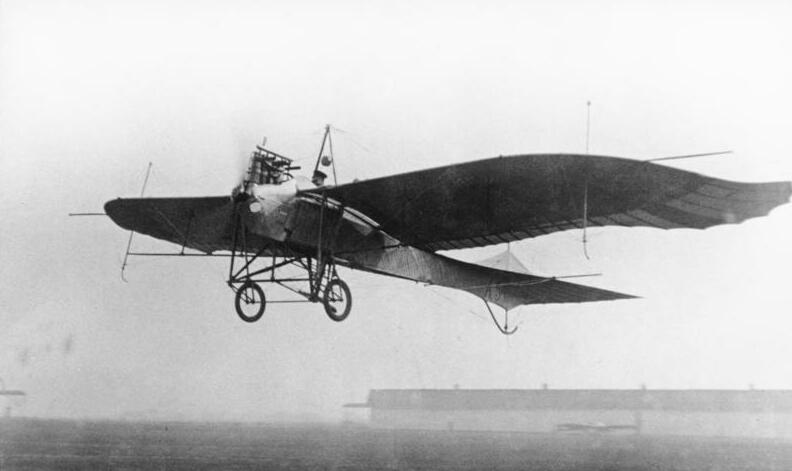
Un Rumpler-Taube "A.54." (variante dell'Etrich Taube) al decollo dall'aeroporto di Colonia-Longerich (1913-14).

Nel 1906 Lohner decise di vendere i suoi brevetti alla Österreichische Daimler Motoren Gesellschaft, azienda con sede a Wiener Neustadt. Lo stesso anno, Ferdinand Porsche venne nominato Direttore Tecnico presso la Österreichische Daimler, dove progettò un'auto con la quale vince una gara di durata per vetture turismo; con la sua automobile riuscì a raggiungere i 140 km/h, velocità notevole all'epoca, grazie anche alla particolare aerodinamica affusolata. Lohner si dedicò di più al disegno delle carrozzerie, ma costruì anche veicoli completi. Così è stato sviluppato l'O-bus (tipo Lohner-Stoll).
Nel 1917 Ferdinand Porsche venne nominato Direttore Generale della Österreichische-Daimler.
Durante tale periodo, denso di progressi tecnici anche per via delle vicende belliche della prima guerra mondiale, Ferdinand Porsche progettò tra l'altro anche motori per aeroplani e trattori industriali.

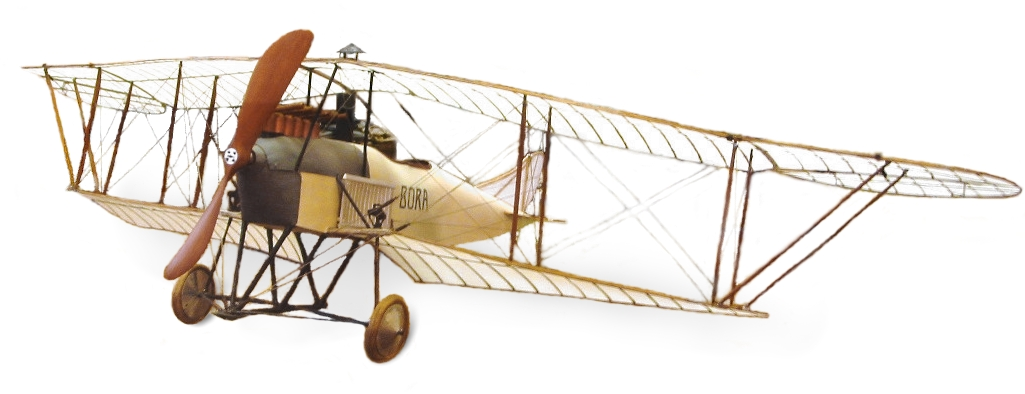
Modello di un Lohner-Pfeilfliegers tipo B.

Nel 1909, Lohner spostò i propri interessi verso l'aeronautica, costruendo inizialmente alianti e nel 1910 producendo, sui piani del suo direttore di fabbrica Floridsdorfer Karl Paulal e con l'ingegnere Igo Etrich un aereo biplano equipaggiato con un motore Anzani da 40 cavalli. 
Dato il successo di questo velivolo,  il Comando dell'esercito gli ordinò 36 velivoli del tipo Etrich Taube (in tedesco, Taube è la colomba); il Taube venne poi prodotto su licenza da varie ditte tedesche ed austriache in numerose varianti. In seguito, Lohner costruì un biplano, il Lohner Pfeilflieger, che poteva essere usato sia come aereo che come idrovolante. I motori arrivavano fino a 350 CV ed il biplano vinse numerose competizioni, stabilendo diversi record mondiali di altitudine.